# Dům Černý orel
Dům Černý orel, původně dům Zum Swarzen Adler, případně Schwarzer Adler, stojí v centru lázeňské části Karlových Varů v městské památkové zóně v ulici Tržiště č. 27/5. První zmínka o něm je z roku 1705.
Byl prohlášen kulturní památkou, památkově chráněn je od 21. srpna 1995, rejstř. č. ÚSKP 10839/4-5032.

## Historie
Dům pochází z období prvního většího stavebního rozmachu města na levém břehu řeky Teplé. Byl postaven v roce 1705. Dnešní jeho podoba je z období po velkém požáru města roku 1759, kdy dům obnovil karlovarský ranhojič Ignaz Götz.
V roce 1803 dům patřil Michalu Strunzovi a roce 1828 Josefu Glaserovi, který zde zřídil pekárnu a prodej pečiva.

## Ze současnosti
Roku 1995 byl dům prohlášen kulturní památkou. V současnosti (květen 2021) je evidován jako bytový dům v majetku společenství vlastníků.
Přízemí je využíváno jako restaurace, vrchní část je obytná.

## Popis
Řadový dvoupatrový barokní dům s klasicistní fasádou se nachází v ulici Tržiště č. 27/5. Stojí v místech, kde již končilo historické Tržiště a stávala Špitálská brána.
Objekt byl postaven na lichoběžníkovém půdorysu s asymetricky umístěným vstupem. Fasáda je čtyřosá, okna jsou rámována jednoduchými štukovými paspartami. Korunní římsa má původní dřevěnou profilaci. V postranních osách oken jsou dva menší vikýře, uprostřed je jeden větší. Podle síly zdiva je dům zděný, v patrech je možnost obezděné hrázděné konstrukce.